# 10 mai
Pour les articles homonymes, voir Dix-Mai.
10 avril 10 juin
Chronologies thématiques
- Croisades
- Ferroviaires
- Sports
- Disney
- Anarchisme
- Catholicisme

Abréviations / Voir aussi
- (° 1852) = né en 1852
- († 1885) = mort en 1885
- a.s. = calendrier julien
- n.s. = calendrier grégorien
- Calendrier
- Calendrier perpétuel
- Liste de calendriers
- Naissances du jour

Le 10 mai est le 130e jour, moins souvent le 131e, de l'année du calendrier grégorien ; il en reste ensuite 235.
Son équivalent était généralement le 21 floréal dans le calendrier républicain ou révolutionnaire français, officiellement dénommé jour de la statice (une plante en particulier littorale).

## Événements

### XVesiècle
- 1497 : le navigateur italien Amerigo Vespucci entreprend son premier voyage vers le Nouveau Monde (date contestée par certains historiens).

### XVIesiècle
- 1503 : Christophe Colomb atteint les îles Caïmans.
- 1517 : couronnement de Claude de France, épouse du roi François Ier, en la basilique Saint-Denis.
- 1534 : le navigateur malouin Jacques Cartier atteint Terre-Neuve pour le compte de la France du roi François Ier.

### XVIIIesiècle

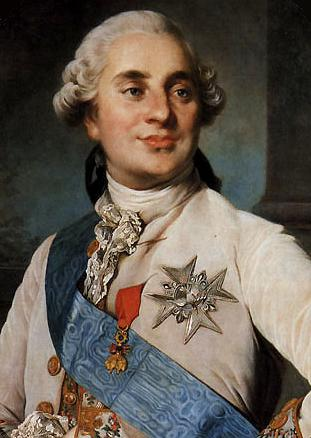
Louis XVI, roi de France et de Navarre

- 1774 : à Versailles, Mort du roi Louis XV de France et avènement de son petit-fils Louis XVI.(voir ci-après).
- 1788 : tremblement de terre en l'actuelle Haïti.
- 1794 : à Paris, exécution d'Élisabeth de France, sœur du roi Louis XVI de France,
- 1796 : l'armée française, sous les ordres du général Bonaparte, remporte la bataille du pont de Lodi, en Italie.

### XIXesiècle
- 1802 : Louis Delgrès signe et proclame le texte antiesclavagiste À l'Univers entier, le dernier cri de l'innocence et du désespoir.
- 1854 : début d'un nouveau séjour niçois de Garibaldi en sa ville natale, jusqu’en 1855.
- 1857 : mutinerie déclenchant la révolte des Cipayes, en Inde.
- 1864 : Emory Upton parvient à percer les lignes sudistes, lors de la bataille de Spotsylvania, pendant la guerre de Sécession.
- 1865 : arrestation du hors-la-loi américain William Quantrill.
- 1871 : le traité de Francfort met fin à la guerre franco-prussienne commencée en 1870 et entérine la défaite française.

### XXesiècle
- 1906 : convocation de la première Douma d'État de l'Empire russe (le 27 avril 1906 dans le calendrier julien) au palais de Tauride à Saint-Pétersbourg par l'empereur Nicolas II. Cette Douma fut instaurée à la suite de la révolution russe de 1905.
- 1933 :
  - en Allemagne, dissolution des syndicats et création du Front Allemand du Travail (Deutsche Arbeitsfront) soumis au parti nazi NSDAP.
  - Autodafé post-païen à Berlin où les Nazis brûlent sur la place publique plus de 25 000 livres d'auteurs désormais interdits en Allemagne.
- 1940 :
  - déclenchement du Plan Jaune par l'Allemagne nazie : invasion de la Belgique, de la France, du Luxembourg et des Pays-Bas.
  - arrestation en Belgique des réfugiés masculins originaires d'Allemagne et d'Autriche. Déportation vers le camp de St Cyprien dans les Pyrénées Orientales.[réf. nécessaire]
  - invasion de l'Islande par le Royaume-Uni.
- 1941 : marginalisé au sein du gouvernement nazi, Rudolf Hess prend l'initiative de sauter en parachute en Écosse pour négocier une paix séparée entre le Royaume-Uni et l'Allemagne nazie afin de permettre au Troisième Reich de concentrer sa force de frappe contre la Russie stalinienne. Il se casse une cheville et est immédiatement arrêté. Le chancelier Hitler le désavoue et le déclare atteint de folie.

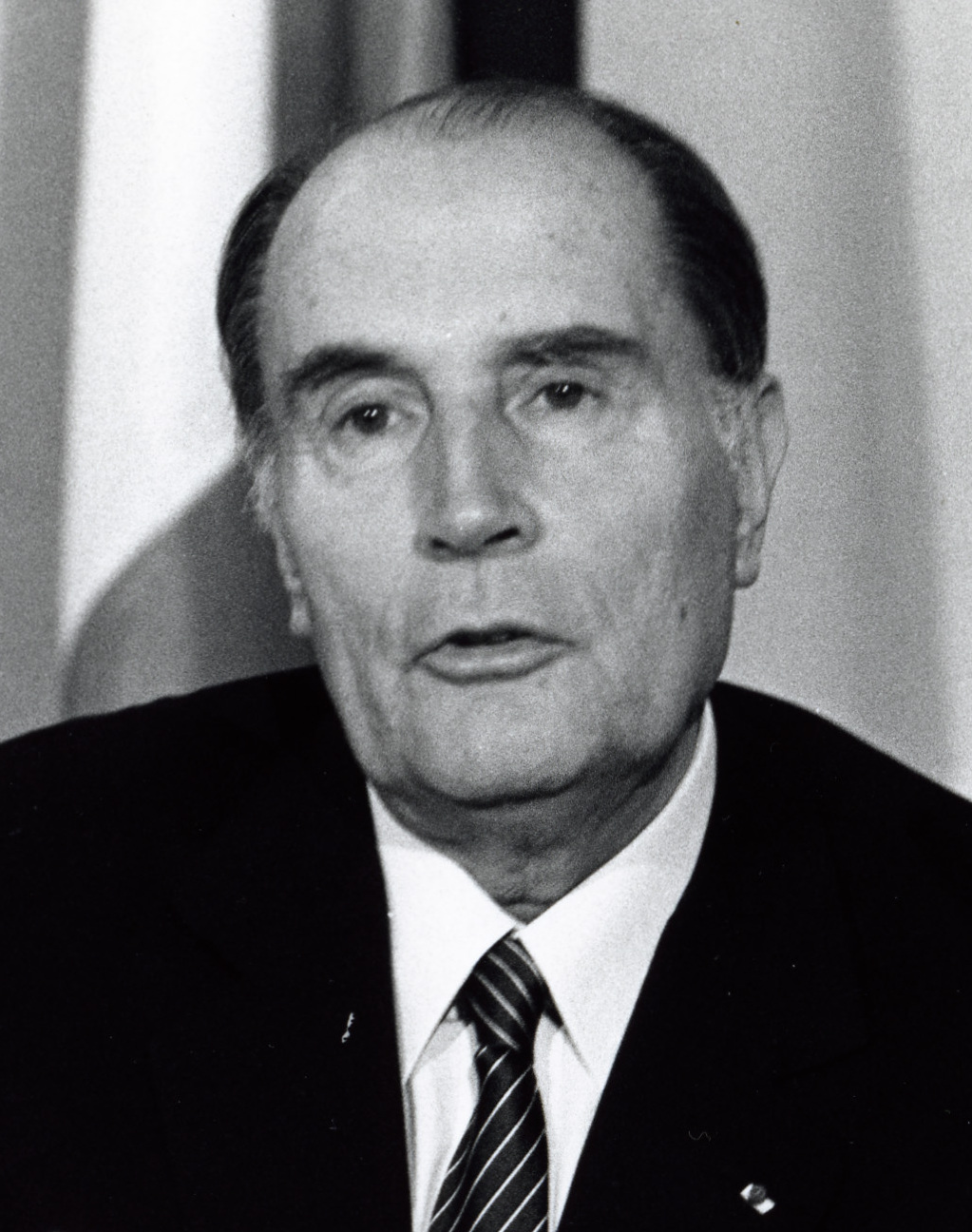
François Mitterrand, président de la République Française

- 1944 : par la Déclaration de Philadelphie, l'Organisation internationale du travail (OIT) marque la préoccupation des États et de la société civile en matière de droits de l'homme.
- 1968 : première nuit des barricades de mai 68. Dans la nuit du 10 au 11 mai, au Quartier latin à Paris, des affrontements violents entre étudiants et CRS font des centaines de blessés et d'importants dégâts matériels.
- 1981 : première élection d'un président socialiste sous la Ve République en France, François Mitterrand, qui inaugure son (premier) septennat par une cérémonie au Panthéon de Paris, à laquelle prend part, dans l'assistance des invités, la veuve de Salvador Allende assassiné en 1973.
- 1988 : Michel Rocard devient premier ministre de la France.
- 1994 : élection à une large majorité de Nelson Mandela à la présidence de l'Afrique du Sud, par la première assemblée multiraciale de l'histoire du pays. Il sera conforté ultérieurement à ce poste par le suffrage universel direct.
- 1997 : un séisme de magnitude 7,3 frappe la ville de Ghayen en Iran.

### XXIesiècle
- 2001 : vote de la « loi Taubira » en France, reconnaissant l'esclavage comme crime contre l'humanité.
- 2008 : attaque du groupe rebelle darfouri du Mouvement pour la justice et l'égalité sur Khartoum (opération « Long Arm ») [1].
- 2012 : Jacques Sevin, prêtre catholique français, est déclaré vénérable par Benoît XVI.
- 2013 : au Guatemala, l’ancien dictateur Efraín Ríos Montt est condamné à 80 ans de prison pour génocide et crimes contre l'humanité.
- 2017 : les Forces démocratiques syriennes prennent à l'État islamique le barrage et la ville de Tabqa.
- 2018 : en Malaisie, victoire de l'Alliance de l'espoir aux élections législatives, ce qui provoque la première alternance de l'histoire du pays, Mahathir Mohamad se trouve être le plus vieux dirigeant du monde.
- 2020 : la Marine de la république islamique d'Iran tire par erreur un missile antinavire sur le Konarak, l'un de ses propres navires de soutien léger, lors d'un exercice militaire à Djask (19 personnes tuées à bord et 15 autres blessées).

## Arts, culture et religion
- 946 : élection du pape Agapet II.
- 1725 : la cantate religieuse Auf Christi Himmelfahrt allein, de Jean-Sébastien Bach, est jouée pour la première fois à Leipzig, pour la fête de l'Ascension.
- 1748 : au cours d'une tempête dans l'Atlantique, conversion au christianisme du capitaine négrier John Newton, futur prêtre anglican et auteur des paroles du cantique Amazing Grace.
- 1824 : ouverture au public de la National Gallery à Londres.
- 1894 : création de Guntram, op. 25, opéra de Richard Strauss.
- 1963 : les Rolling Stones enregistrent aux Studios Olympic Come On leur premier 45 tours (avec cette reprise éponyme de Chuck Berry)[2].

## Sciences et techniques
- 1869 : achèvement de la première liaison ferroviaire transcontinentale américaine à Promontory Summit au nord de Salt Lake City dans l'Utah[3].
- 1960 : lancement de production de la première berline française équipée d'un à moteur à injection la Peugeot 404.
- 2016 : annonce par la NASA de la découverte de 1 284 nouvelles planètes grâce au télescope spatial Kepler.
- 2023 : Sept autres satellites naturels de Saturne sont annoncés : S/2005 S 4[4] et S/2019 S 14[5], qui appartiennent au groupe inuit, S/2007 S 7[6], S/2020 S 7[7], S/2019 S 15[8] et S/2005 S 5[9], qui appartiennent au groupe nordique, et S/2007 S 8[10], qui appartient au groupe gaulois.
- 2025 : la sonde soviétique Cosmos 482, 53 ans après son lancement, qui n'avait pu atteindre Vénus, retombe dans l'océan Indien[11].

## Économie et société
- 1837 : panique bancaire américaine qui conduit à cinq ans de dépression et de chômage.
- 1968 : inauguration du premier parc safari à Thoiry en Île-de-France.
- 2010 : l’Eurogroupe annonce la création d’un ensemble de fonds de soutien capable de lever 750 milliards d’euros et placé sous la responsabilité de la Commission européenne à la suite de la crise financière mondiale de fin 2008.

## Naissances

### IIIesiècle
- 214 : Claude II le Gothique, empereur romain  de septembre 268 à sa mort († août 270).

### XIIIesiècle
- 1265 : Fushimi, 92e empereur du Japon († 8 octobre 1317).

### XVIIesiècle
- 1604 : Jean Mairet, dramaturge français († 31 janvier 1686).
- 1697 : Jean-Marie Leclair, violoniste et compositeur français de la période baroque († 22 octobre 1764).

### XVIIIesiècle
- 1701 : Jacques Dumont, peintre français († 17 février 1781).
- 1727 : Anne Robert Jacques Turgot, homme politique français († 18 mars 1781).
- 1748 : Louis Jean Pierre Vieillot, ornithologue français († 24 août 1830).
- 1760 :
  - Charles de Bonchamps, commandant des armées vendéennes contre les républicains († 18 octobre 1793).
  - Claude Joseph Rouget de Lisle, compositeur français († 26 juin 1836).
- 1764 : Charles Marie Le Clerc, marquis de Juigné, militaire et parlementaire français († 11 janvier 1826).
- 1770 : Louis Nicolas Davout, maréchal d'Empire, prince d'Eckmuhl et duc d'Auerstaedt († 1er juin 1823).
- 1775 : Antoine Charles Louis de Lasalle, général français du premier Empire († 6 juillet 1809).
- 1788 :
  - Augustin Fresnel, physicien français († 14 juillet 1827).
  - Catherine Pavlovna de Russie, grande-duchesse de Russie († 9 janvier 1819).
- 1795 : Augustin Thierry, historien français († 22 mai 1856).

### XIXesiècle
- 1810 : Jacques Philippe Henri Usquin, militaire et français († 17 janvier 1886).
- 1817 : Gaudentius Rossi, prêtre passionniste italien († juillet 1891).
- 1820 :
  - Hermann Wilhelm Ebel, philologue allemand, spécialiste des langues celtiques († 19 août 1875).
  - Charles Moore, botaniste britannique d'origine écossaise († 30 avril 1905).
- 1826 : Henry Clifton Sorby, géologue et spécialiste en microscopie britannique († 9 mars 1908).
- 1829 : Jules Levallois, homme de lettres français († 14 septembre 1903).
- 1838 : John Wilkes Booth, acteur de théâtre américain, meurtrier du président Abraham Lincoln († 26 avril 1865).
- 1843 : Benito Pérez Galdós, romancier et dramaturge espagnol († 4 janvier 1920).
- 1855 : Sri Yukteswar Giri (ou Sriyukteswar Giri / Sriyukteshvar Giri, श्रीयुक्तेश्वर गिरि, শ্রীযুক্তেশ্বর গিরী, Priyanath Karar / Preonath Karar dit), guru de Paramhansa Yogananda, astrologue védique, yogin et commentateur de la Bhagavad Gita et de la Bible († 9 mars 1936).
- 1864 : Léon Gaumont, industriel français, pionnier de l'industrie du cinéma († 9 août 1946).
- 1872 : Marcel Mauss, ethnologue français († 1er février 1950).
- 1873 : Henri Sauvage, architecte et dessinateur français († 21 mars 1932).
- 1878 : Gustav Stresemann, homme politique allemand († 3 octobre 1929).
- 1886 :
  - Karl Barth, théologien et pasteur protestant suisse († 10 décembre 1968).
  - Olaf Stapledon, philosophe anglais († 6 septembre 1950).
- 1888 : Max Steiner, compositeur de musiques de films américain († 28 décembre 1971).
- 1890 :
  - Alfred Jodl, officier de l’Allemagne nazie († 16 octobre 1946).
  - Lucile Swan, sculptrice et artiste américaine († 2 mai 1965).
- 1893 : Tonita Peña, artiste peintre amérindienne puebla († 9 septembre 1949).
- 1894 :
  - Aimé Clariond, acteur français († 31 décembre 1959).
  - Dimitri Tiomkin, compositeur américain d’origine ukrainienne († 11 novembre 1979).
- 1895 : Elvire Popesco, actrice française († 11 décembre 1993).
- 1898 : Giacomo Violardo, cardinal italien de la curie romaine († 17 mars 1978).
- 1899 : Fred Astaire, acteur et danseur américain († 22 juin 1987).
- 1900 : Cecilia Payne-Gaposchkin, astronome anglo-américaine († 7 décembre 1979).

### XXesiècle
- 1902 : David O. Selznick, producteur de cinéma et scénariste américain († 22 juin 1965).
- 1904 : James R. Andersen, général américain († 25 février 1945).
- 1905 : Mildred Doran, aviatrice américaine († 16 août 1927).
- 1911 : Roland Gladu, joueur de baseball québécois († 26 juillet 1994).
- 1913 : Emile Wendling, résistant français batelier du Rhin († 27 septembre 1943).
- 1915 :
  - Monica Dickens (en), romancière anglaise († 25 décembre 1992).
  - Salah Abou Seif, réalisateur et scénariste égyptien († 23 juin 1996).
- 1917 : Margo (María Marguerita Guadalupe Teresa Estela Bolado y Castilla dite), actrice mexicaine († 17 juillet 1985).
- 1918 : 
  - Peter Poreku Dery, cardinal ghanéen, archevêque émérite de Tamale († 6 mars 2008).
  - Alfred Wetzler, évadé d'Auschwitz, co-auteur du rapport Vrba-Wetzler († 1988).
- 1919 :
  - André Diligent, homme politique français († 3 février 2002).
  - Ella T. Grasso, femme politique américaine († 5 février 1981).
- 1920 : Bert Weedon, guitariste et compositeur britannique († 20 avril 2012).
- 1922 :
  - Aimable (Aimable Pluchart dit), accordéoniste français († 31 octobre 1997).
  - Monsieur Pointu (Paul Cormier dit), violoneux et musicien québécois († 7 juin 2006).
  - Nancy Walker, actrice et réalisatrice américaine († 25 mars 1992).
- 1923 : Heydar Aliyev, homme politique azerbaïdjanais († 12 décembre 2003).
- 1924 : 
  - Maria Mauban, actrice française († 26 août 2014).
  - Goliarda Sapienza, écrivaine et comédienne italienne († 30 août 1996).
- 1925 :
  - Coupé Cloué, footballeur et musicien haïtien († 29 janvier 1998).
  - Raphaël Esrail, résistant français († 22 janvier 2022).
  - Stanley Stanczyk, haltérophile américain († 3 juillet 1997).
- 1926 : Hugo Banzer Suárez, homme politique bolivien († 5 mai 2002).
- 1927 : Nayantara Sahgal, écrivaine indienne.
- 1928 :
  - Annabel Buffet, romancière française, veuve du peintre Bernard Buffet († 3 juillet 2005).
  - Arnold Rüütel, homme politique estonien.
- 1929 :
  - George Coe, acteur américain († 18 juillet 2015).
  - Antonine Maillet, romancière acadienne.
- 1930 :
  - Scott Muni (en), disc jockey américain († 28 septembre 2004).
  - George E. Smith, scientifique américain.
  - Pat Summerall, commentateur sportif américain († 16 avril 2013)
- 1931 :
  - Jacques Richard, acteur français († 8 août 2002).
  - Ettore Scola, réalisateur italien († 19 janvier 2016).
- 1933 :
  - Jean-Claude Barreau, essayiste français.
  - Jean Becker, réalisateur, scénariste et acteur français.
  - Françoise Fabian, actrice française.
- 1934 : Joseph Ngatchou Hagoua, homme politique camerounais.
- 1935 :
  - William Duborgh Jensen, styliste et créateur de costumes norvégien († 24 mai 2017).
  - Larry Williams, chanteur et compositeur américain († 2 janvier 1980).
- 1936 : John Ostashek, homme politique yukonnais († 10 juin 2007).
- 1937 : 
  - Tamara Press, athlète soviétique spécialiste des lancers († 26 avril 2021).
  - Emiko Miyamoto, joueuse de volley-ball japonaise, championne olympique.
- 1938 :
  - Henry Fambrough (en), chanteur américain du groupe The Spinners.
  - Pierre Pascau, animateur de radio québécois († 27 février 2017).
  - Manuel Santana, joueur de tennis espagnol († 11 décembre 2021).
  - Marina Vlady, actrice française.
  - Danièle Ajoret, actrice française.
- 1939 : Witold Woyda, escrimeur polonais, double champion olympique († 5 mai 2008).
- 1940 : Wayne Dyer, auteur de livres d'auto-assistance (self-help) et conférencier américain († 29 août 2015).
- 1942 :
  - Gilbert Aubry, évêque français, évêque de Saint-Denis de La Réunion.
  - François Cousineau, compositeur et chef d’orchestre québécois.
  - Carl Douglas, chanteur jamaïcain.
  - Jacques Hondelatte, architecte français († 2 février 2002).
  - Michel Malinovsky, navigateur français arrivé 2e sur le fil de la 1re Route du rhum († 20 juin 2010).
  - Pascal Lainé, écrivain français.
- 1944 :
  - Jim Abrahams, réalisateur, acteur, producteur et scénariste américain.
  - Marie-France Pisier, actrice, scénariste et réalisatrice française († 24 avril 2011).
- 1946 :
  - Donovan (Donovan Philip Leitch dit), chanteur et musicien britannique.
  - Graham Gouldman, chanteur et guitariste anglais du groupe 10cc.
  - Dave Mason, chanteur, compositeur et guitariste britannique du groupe Traffic.
- 1947 : 
  - Caroline B. Cooney, romancière américaine.
  - Marion Ramsey, actrice américaine († 7 janvier 2021).
- 1948 : Meg Foster, actrice américaine.
- 1949 : Miuccia Prada, femme d'affaires italienne.
- 1950 : Alain Castet, évêque catholique français, évêque de Luçon.
- 1951 : 
  - Anatoli Tchoukanov, coureur cycliste soviétique, champion olympique († 12 juin 2021).
  - Christine Muzio, escrimeuse française, championne olympique († 29 novembre 2018).
- 1952 : 
  - Kikki Danielsson, chanteuse suédoise.
  - Meta Kušar, poétesse et essayiste slovène.
- 1954 :
  - Esther Epstein, joueuse d'échecs soviétique puis américaine.
  - Lindiwe Sisulu, femme politique sud-africaine.
- 1955 :
  - Mark David Chapman, assassin de John Lennon.
  - Laurent Spielvogel, acteur, metteur en scène et humoriste français.
- 1956 : 
  - Yves Jacques, acteur québécois.
  - Andreï Krylov, nageur russe, champion olympique.
- 1957 : Sid Vicious (John Simon Ritchie dit), musicien britannique, bassiste des Sex Pistols († 2 février 1979).
- 1958 :
  - Gaétan Boucher, patineur de vitesse québécois.
  - Ellen Ochoa, astronaute américaine.
- 1959 :
  - Victoria Rowell, actrice et scénariste afro-américaine.
  - Cindy Hyde-Smith, femme politique américaine.
- 1960 :
  - Bono (Paul David Hewson dit), chanteur du groupe irlandais U2.
  - Merlene Ottey, athlète jamaïcaine.
  - Bruno Madinier, comédien français.
- 1961 :
  - Danny Carey, batteur américain.
  - Randy Cunneyworth, joueur et entraîneur canadien de hockey sur glace.
  - Bruno Wolkowitch, acteur français.
  - Blyth Tait, cavalier néo-zélandais, champion olympique de concours complet.
- 1962 :
  - Sandra Cauffman, physicienne costaricienne à la NASA.
  - Guy Hemmings (en), joueur de curling québécois.
  - John Ngugi, athlète kényan, champion olympique du 5 000 m.
- 1963 : Lisa Nowak, astronaute américaine.
- 1964 : Emmanuelle Devos, comédienne française.
- 1965 :
  - Linda Evangelista, mannequine canadienne.
  - François L'Écuyer, acteur québécois.
- 1966 : Jonathan Edwards, athlète britannique spécialiste du triple saut, champion olympique.
- 1967 : Scott Brison, homme politique canadien.
- 1968 :
  - Thomas Coville, navigateur français.
  - Darren Matthews, catcheur professionnel anglais luttant a la WWE.
- 1969 :
  - Dennis Bergkamp, footballeur néerlandais.
  - Judson Mills, acteur américain.
  - Bob Sinclar (Christophe Le Friant dit), DJ français représentatif d'une french touch dans son domaine.
  - Lotay Tshering, premier ministre bhoutanais.
- 1970 :
  - Pepín Liria (José Liria Fernández dit), matador espagnol.
  - Dallas Roberts, acteur américain.
- 1971 : 
  - Ådne Søndrål, patineur de vitesse norvégien.
  - Denis Krivochlikov, handballeur russe, champion olympique.
- 1972 : Tara Cunningham, championne olympique d'haltérophilie.
- 1973 :
  - Élodie Hesme, actrice française.
  - Ollie Le Roux, joueur de rugby à XV sud-africain.
- 1974 :
  - Jonathan Beare, rameur.
  - Quentin Elias, chanteur français († 25 février 2014).
  - Doc Gynéco (Bruno Beausir dit), auteur-compositeur-interprète, chanteur et rappeur français.
  - Sylvain Wiltord, joueur de football français.
- 1975 :
  - Adam Deadmarsh, joueur de hockey sur glace canado-américain.
  - Oldelaf (Olivier Delafosse dit), auteur-compositeur-interprète, chanteur humoristique et musicien français.
- 1977 :
  - Nick Heidfeld, pilote automobile allemand.
  - Sergueï Nakariakov, trompettiste russe.
  - Amanda Borden, gymnaste américaine, championne olympique.
- 1978 :
  - Lalla Salma, épouse de Mohammed VI, roi du Maroc.
  - Kenan Thompson, acteur et humoriste américain.
- 1980 :
  - Nicolas Touzaint, cavalier de concours complet français.
  - Zaho (Zahera Darabid), auteure-compositrice-interprète algérienne.
- 1981 :
  - Samuel Dalembert, joueur de basket-ball québécois d’origine haïtienne.
  - Ingrid Falaise, actrice québécoise.
- 1984 : Flavie Péan, actrice française.
- 1985 :
  - Ryan Getzlaf, joueur de hockey sur glace canadien.
  - Odette Annable, actrice américaine.
- 1987 : Allie Haze, actrice de films pornographiques américaine.
- 1988 : 
  - Adam Lallana, footballeur anglais.
  - Gorik van Oudheusden, rappeur belge.
- 1989 :
  - Lamyaa Bekkali, taekwondoïste marocaine.
  - Thomas Bonnin, coureur cycliste français.
  - Marrit Leenstra, patineuse de vitesse néerlandaise.
  - Hrvoje Milić, footballeur croate.
  - Danielle Robinson, basketteuse américaine.
  - Lindsey Shaw, actrice et chanteuse américaine.
- 1990 :
  - Haruka Katayama, chanteuse japonaise.
  - Méganne Perry Mélançon, femme politique québécoise.
  - Salvador Pérez, joueur de baseball vénézuélien.
- 1991 : Pierce Johnson, lanceur de baseball américain.
- 1992 : Damso (William Kalubi dit), rappeur belge d'origine congolaise.
- 1993 : Mirai Shida, actrice japonaise.
- 1995 :
  - Gabriella Papadakis, patineuse en danse sur glace française.
  - Missy Franklin, nageuse américaine.
  - Hidemasa Morita, footballeur japonais.
  - Aya Nakamura, chanteuse de RnB française.
  - Julien Marchand, joueur de rugby français.
- 1996 : Martín Aguirregabiria, footballeur espagnol.
- 1997 : Filippo Megli, nageur italien.
- 1999 : Magnus Kofod Andersen, footballeur danois.
- 2000 :
  - Nicolau Mir, gymnaste artistique espagnol.
  - Bae Jin-young, chanteur sud-coréen du groupe CIX.

## Décès

### Xesiècle
- 965 (ou 959) : Hedwige de Saxe (Hatua, Avoia ou), princesse ottonienne, fille cadette du roi Henri Ier de Germanie et de Sainte Mathilde, veuve du duc des Francs Hugues le Grand et mère de Hugues Capet (° entre 910/914 et 921/922).

### XIesiècle
- 1034 : Mieszko II Lambert de Pologne, roi de Pologne (° 990).

### XIIIesiècle
- 1290 : Rodolphe II, duc d'Autriche (° 1270).

### XVesiècle
- 1424 : Go-Kameyama, 99e empereur du Japon (° 1347).
- 1482 : Paolo Toscanelli, mathématicien et astronome italien (° 1397).

### XVIesiècle
- 1521 : Sébastien Brant, humaniste alsacien (° 1458).
- 1566 : Leonhart Fuchs, botaniste allemand (° 17 janvier 1501).

### XVIIesiècle
- 1641 : Johan Banér, militaire suédois (° 23 juin 1596).
- 1657 : Gustaf Horn, militaire et homme d'État suédois (° 22 octobre 1592).
- 1653 : Jean de Lucmau de Classun, ingénieur du roi et cartographe français.

### XVIIIesiècle
- 1717 : John Hathorn, magistrat américain (° 5 août 1641).
- 1737 : Nakamikado, 114e empereur du Japon (° 14 janvier 1702).
- 1774 : Louis XV, roi de France (° 15 février 1710).
- 1787 : William Watson, physicien et botaniste britannique (° 3 avril 1715).
- 1794 : Élisabeth de France, sœur du roi Louis XVI, guillotinée (3 mai 1764).
- 1798 : George Vancouver, navigateur britannique (° 22 juin 1757).

### XIXesiècle
- 1807 : Jean-Baptiste-Donatien de Vimeur de Rochambeau, maréchal de France (° 1er juillet 1725).
- 1817 : Jean-Sifrein Maury, cardinal français, archevêque de Paris (° 26 juin 1746).
- 1818 : Paul Revere, révolutionnaire et patriote américain (° 1er janvier 1735).
- 1829 : Thomas Young, physicien, médecin et égyptologue britannique (° 13 juin 1773).
- 1833 : François Andrieux : homme de loi et académicien français (° 6 mai 1759).
- 1863 : Stonewall Jackson, général américain (° 20 ou 21 janvier 1824).
- 1886 :
  - Francesco de Bourcard, éditeur et homme de lettres italien (° 23 mars 1821).
  - Friedrich Wasmann, peintre allemand (° 8 août 1805).
- 1889 : Mikhaïl Saltykov-Chtchedrine, écrivain et satiriste russe ou (° 27 janvier 1826).

### XXesiècle
- 1904 : Sir Henry Morton Stanley, explorateur britannique (° 28 janvier 1841).
- 1934 : Hubert Krains, écrivain belge et militant wallon (° 30 novembre 1862).
- 1940 : « Fortuna » (Diego Mazquiarán Torróntegui dit), matador espagnol (° 20 février 1895).
- 1944 : Karl Lederer, résistant autrichien au nazisme (° 22 septembre 1909).
- 1950 : John Gould Fletcher, écrivain et poète américain (° 3 janvier 1886).
- 1955 : 
  - Tommy Burns, boxeur canadien (° 17 juin 1881).
  - Lucie Paul-Margueritte, écrivaine française (° 9 janvier 1886).
- 1961 : Maurice Guillaume, militaire et directeur de journaux français (° 17 février 1886).
- 1977 : Joan Crawford, actrice américaine (° 23 mars 1904).
- 1979 : Tsutomu Ema, historien japonais (° 2 décembre 1884).
- 1982 : Ma Yinchu (en), économiste chinois inspirateur du planning familial en Chine devenu quasi-centenaire (° 24 juin 1882).
- 1984 : Carmela Combe, aviatrice péruvienne (° 1898)
- 1988 : Shen Congwen, écrivain chinois (° 28 décembre 1902).
- 1990 : Susan Oliver, actrice et aviatrice américaine (° 13 février 1932).
- 1992 : Sylvia Syms, chanteuse américaine (° 2 décembre 1917).
- 1994 : John Wayne Gacy, tueur en série américain (° 17 mars 1942).
- 1995 : Marcel Gamache, scénariste et acteur québécois (° 29 août 1913).
- 1997 :
  - Louis Remacle, écrivain et philologue belge (° 30 septembre 1910).
  - Dom Robert, moine bénédictin, tapissier, peintre et céramiste français (° 15 décembre 1907).
- 1998 :
  - Cesare Perdisa, pilota automobile italien (° 21 octobre 1932).
  - Clara Rockmore, instrumentiste américaine, virtuose du thérémine (° 9 mars 1911).
- 2000 :
  - Jules Deschênes, juge québécois (° 7 juin 1923).
  - Raymond Eddé, homme politique libanais (° 15 mars 1913).

### XXIesiècle
- 2001 :
  - James E. Myers (en), compositeur et producteur américain (° 26 octobre 1919).
  - Deborah Walley, actrice américaine (° 12 août 1943).
- 2002 :
  - John Cunniff, joueur puis entraîneur de hockey sur glace américain (° 9 juillet 1944).
  - Yves Robert, acteur, réalisateur, scénariste et producteur français (° 19 juin 1920).
- 2004 :
  - Orvar Bergmark, footballeur suédois (° 16 novembre 1930).
  - Eric Kierans, homme politique québécois (° 2 février 1914).
- 2005 : Gérard de Suresnes (Gérard Cousin dit), animateur radio français (° 17 juin 1961).
- 2006 :
  - Val Guest, réalisateur britannique (° 11 décembre 1911).
  - Soraya (Soraya Raquel Lamilla Cuevas dite), chanteuse colombo-américaine (° 11 mars 1969).
  - Alexandre Zinoviev, philosophe, écrivain, logicien et caricaturiste soviétique puis russe (° 29 octobre 1922).
- 2007 : Andrée Basilières, comédienne québécoise (° 14 avril 1915).
- 2008 :
  - Paul Haeberlin, grand chef cuisinier français (° 24 novembre 1923).
  - Jessica Jacobs, actrice australienne (° 14 novembre 1990).
- 2010 :
  - Frank Frazetta, artiste américain de science fiction et de fantasy (° 9 février 1928).
  - Robert B. Salter, pionnier canadien de la chirurgie orthopédique pédiatrique (° 15 décembre 1924).
- 2012 :
  - Jacques Boutet, haut fonctionnaire français (° 17 mars 1928).
  - Horst Faas, photojournaliste allemand (° 27 avril 1933).
  - Günther Kaufmann, acteur allemand (° 16 juin 1947).
  - Alain Larcan, professeur émérite de médecine français (° 25 février 1931).
  - Pekka Marjamäki, hockeyeur sur glace finlandais (° 18 décembre 1947).
  - Eddie Perkins, boxeur américain (° 3 mars 1937).
  - Joyce Redman, actrice irlandaise (° 9 décembre 1915).
  - Carroll Shelby, pilote et constructeur automobile américain (° 11 janvier 1923).
  - Andreas Shipanga, homme politique namibien (° 26 octobre 1931).
  - Gunnar Sønsteby, résistant de la seconde guerre mondiale norvégien (° 11 janvier 1918).
  - Klaus Wenger, journaliste et homme de télévision allemand (° 22 juin 1947).
- 2013 :
  - Vincent Dowling, acteur irlandais (° 7 septembre 1929).
  - Serge Méricq, joueur de rugby à XV français (° 16 juin 1937).
- 2014 :
  - Yeso Amalfi, footballeur brésilien (° 6 décembre 1925).
  - Andrés Carrasco, médecin et biologiste moléculaire argentin (° 16 juin 1946).
  - José Falcó Sanmartín, pilote militaire espagnol (° 27 septembre 1916).
  - Naohiro Iwai, compositeur et arrangeur japonais (° 2 octobre 1923).
  - André Popp, compositeur, arrangeur et chef d'orchestre français (° 19 février 1924).
  - Francisco Sobrino, peintre et sculpteur espagnol (° 1932).
  - Mary Stewart, écrivaine britannique (° 12 septembre 1916).
- 2015 :
  - Chris Burden, sculpteur américain (° 11 avril 1946).
  - Rachel Rosenthal, artiste contemporaine française (° 9 novembre 1946).
- 2016 :
  - Thomas Luckmann, sociologue allemand (° 14 octobre 1927).
  - Steve Smith, VTTiste canadien (° 25 novembre 1989).
- 2017 : Nelson Xavier, acteur brésilien (° 30 août 1941).
- 2021 : Michel Fourniret, violeur et tueur en série pédocriminel français (° 4 avril 1942).
- 2022 : Pandit Shivkumar Sharma, musicien virtuose du santoor indien transformé du Cachemire (° 13 janvier 1938).
- 2023 :
  - Ian Hacking, épistémologue et philosophe des sciences canadien (° 18 février 1936).
  - Enrico Oldoini, scénariste et réalisateur italien (° 4 mai 1946).
- 2024 :
  - Bekir Aksoy, homme politique et haut-fonctionnaire turc (° 15 septembre 1950).
  - Mary Banotti, femme politique irlandaise (° 29 mai 1939).
  - Christopher Edley, Jr., universitaire américain (° 13 janvier 1953).
  - Teddy Lasry, musicien et un compositeur français (° 24 avril 1947).
  - Bruce Maccabee, physicien et ufologue américain (° 6 mai 1942).
  - Tom Marshall, basketteur puis entraîneur américain (° 6 janvier 1931).
  - Richard McClure, rameur d'aviron canadien (° 20 janvier 1935).
  - Albert Moxhet, écrivain belge (° 2 novembre 1940).
  - Gerhard Müller, théologien luthérien allemand (° 10 mai 1929).
  - Patrick Nilan, hockeyeur sur gazon australien (° 30 juin 1941).
  - Jim Peterson, homme politique canadien (° 30 juillet 1941).
  - Nikus Pokus, rappeur français (° 17 avril 1973).
  - René Pommier, critique littéraire et essayiste français (° 11 décembre 1933).
  - Sam Rubin, journaliste américain (° 16 février 1960).
  - André Simonazzi, vice-chancelier de la Confédération suisse (° 17 novembre 1968).
  - James Simons, mathématicien américain (° 25 avril 1938).
  - Marcel-Romain Thériault, écrivain, acteur, scénariste et metteur en scène canadien (° 1958).
  - Renaud Van Ruymbeke, magistrat français (° 10 août 1952).
  - Hans Wahlgren, acteur suédois (° 26 juin 1937).
  - Corey Williams, basketteur américain (° 3 août 1977).
- 2025 : Koyo Kouoh, commissaire d'exposition et conservatrice de musée suisso-camerounaise (° 24 décembre 1967).

## Célébrations

### Nationales
- Caroline du Nord et Caroline du Sud (États-Unis d'Amérique) : fête du mémorial des confédérés commémorant la mort de Thomas Stonewall Jackson en 1863 et la capture du président confédéré Jefferson Davis en 1865.
- France (Union européenne à zone euro) : date de commémoration annuelle de l'abolition de l'esclavage en métropole, en référence à la date de l'adoption de la loi du 21 mai 2001 par le Sénat en dernière lecture sous l'impulsion du président Chirac[12]. Cette commémoration est aussi déclinée sur d'autres dates plus spécifiques à chaque territoire, en référence à différents événements propres à chacun d'entre eux qui ont ponctué localement l'Histoire de cette abolition :
  - 27 avril à Mayotte,
  - 22 mai en Martinique,
  - 27 mai en Guadeloupe,
  - 10 juin en Guyane,
  - 20 décembre à La Réunion[13].

Elle s’appelle «Journée nationale des mémoires de la traite, de l'esclavage et de leurs abolitions »,.
- Guatemala, Mexique et Salvador : fête des mères.
- Micronésie : fête annuelle de la Constitution.

### Religieusechrétienne
Date possible pour la fête de la Pentecôte, toujours un dimanche entre 10 mai et 13 juin :
- (5 juin en 2022) et dont le week-end coïncide toujours avec le festival littéraire et voyageur "Étonnants voyageurs" de Saint-Malo (et de Bamako au Mali, fut un temps, et d'autres villes partenaires en-dehors de cette période au long de l'an)[16] voire parfois avec le festival de cinéma international de Cannes sur la Côte d’Azur française.
  - Début alors des Quatre-Temps d'été, corrélativement.

### Saints des Églises chrétiennes

#### Saints des Églises catholiques et orthodoxes
- Alphée de Lentini (it) († 260), Philadelphe et Cyrin, martyrs à Lentini sous Dèce.
- Aurélien de Limoges († IIIe siècle), 2e évêque de Limoges, saint patron des bouchers.
- Calépode de Rome et ses compagnons († IIIe siècle), martyrs à Rome.
- Catalde de Tarente († VIIe siècle), évêque de Tarente.
- Comgall de Bangor († 601), fondateur de l'abbaye de Bangor.
- Fronime de Besançon († VIe siècle), évêque.
- Gordien († 362), martyr à Rome.
- Hesychius de Cappadoce († IVe siècle), ermite et martyr.
- Job († ?), personnage-titre du livre biblique hébraïque de Job (Ancien testament de la Bible "compilation" chrétienne) en dialogue avec Yahvé (Dieu).
- Léonard du Dunois († VIe siècle), ermite à Saint-Léonard-en-Beauce.
- Pallais de Bourges († 384), 9e évêque de Bourges.
- Quartus († IVe siècle) et Quintus, martyrs à Rome.
- Solange († 880), bergère vierge et martyre, patronne du Berry.
- Sylvestre de Besançon († 396), évêque de Besançon.
- Vulbas († 660), patrice sous Dagobert Ier, mis à mort par le maire du palais Flachoad.

#### Saints et bienheureux des Églises catholiques
- Béatrice I d'Este (it) († 1226), bienheureuse abbesse bénédictine italienne.
- Damien de Molokai († 1889), prêtre belge de la congrégation de Picpus.
- Guillaume de Pontoise († 1193), prêtre d'origine anglaise, ami du roi de France Philippe II dit Philippe l'Auguste.
- Henri Rebuschini (it) († 1938), bienheureux prêtre camilien italien.
- Ivan Merz († 1928), bienheureux laïc pionnier de l'action catholique en Croatie.
- Jean d'Avila († 1569), prédicateur et docteur de l'Église.
- Nicolas Albergati († 1443), bienheureux évêque italien.
- Pierre René Rogue († 1796), bienheureux prêtre français martyr.
- Mire de Canzo (it) († 1381), ermite du Tiers-Ordre franciscain à Sorico.
- Vincent L'Hénoret († 1961), bienheureux prêtre français martyr.

#### Saint orthodoxe du jour(aux dates éventuellement"juliennes"/ orientales)
- Laurent de Volos († XIVe siècle), moine.
- Simon de Vladimir († 1226), évêque.

### Prénoms du jour
Bonne fête aux Solange et ses variantes : Solanges, Solen(n), Solène ? Sollange(s), Sollen(n)(e).
Et aussi aux :
- Damien et ses variantes masculines : Damian, Damiano, Damiens, Damon ; et leurs formes féminines : Damia, Damiana, Damiène, Damienne et Damya (fête locale car fête majeure les 26 septembre[19]).
- Aux Gordien et ses variantes : Gordan, Gorden, Gordie, etc. (Gordon ?).
- Aux Job voire Yobé,
- et aux Libouban.

## Traditions et superstitions

### Dictons
- « À la Sainte-Solange, on sème les haricots. » (dicton du Berry)[réf. nécessaire]
- « C'est à la Sainte-Solange que l'on ferme la grange. »[réf. nécessaire]
- « Le temps de Sainte-Judith [5 mai] va durer jusqu'au dix. »[20]

### Astrologie
Signe du zodiaque : 20e jour du signe astrologique du Taureau.

## Toponymie
Les noms de plusieurs voies, places, sites ou édifices de pays ou de régions francophones contiennent cette date sous différentes graphies en référence à des événements survenus à cette même date : voir Dix-Mai .